# John Turberville Needham
John Needham FRS, noto anche come John Turberville Needham, (Londra, 10 settembre 1713 – Bruxelles, 30 dicembre 1781) è stato un biologo e presbitero inglese.

## Biografia
Il suo primo contatto con la filosofia naturale avvenne già in seminario, e poco dopo pubblicò uno scritto che, mentre il soggetto era per lo più la geologia, descriveva i meccanismi dell'impollinazione e ebbe il plauso della comunità botanica.
Parte della notorietà di Needham la si deve ad un epistolario che ebbe con il filosofo francese Voltaire a proposito dell'esistenza dei miracoli. Tuttavia Needham poteva sembrare davvero ingenuo ma non era affatto un sempliciotto, ma un filosofo naturale molto preparato, esperto di microscopia ed uno dei migliori sperimentatori del suo tempo: fu uno dei primi sacerdoti cattolici ammessi nei ranghi della Royal Society considerato da molti una delle più importanti autorità sulla teoria della generazione spontanea.
Fece esperimenti con del sugo e poi con grano contaminato, dentro contenitori, per sperimentare la generazione spontanea. Needham voleva verificare se come questo termine fosse rilevante. Gli esperimenti consistevano nel far brevemente bollire una miscela brodosa e raffreddarla poi in un contenitore aperto a temperatura ambiente. In seguito le bottiglie venivano sigillate, e microbi crescevano pochi giorni dopo. Questi esperimenti sembravano dimostrare che esisteva una forza vitale che induceva una generazione spontanea.
Oggi si sa che il tempo di sterilizzazione era insufficiente a uccidere tutte le endospore di microbi e far raffreddare le bottiglie aperte all'aria può causare una contaminazione di microbi. Si potrebbe anche osservare che Needham non usava un corretto trattamento antisepsi. I suoi esperimenti furono contestati e ripetuti da Lazzaro Spallanzani: usando un protocollo leggermente differente (con un tempo di bollitura più lungo), Spallanzani non ebbe alcun microbo cresciuto in fiaschi sigillati, contraddicendo quindi le scoperte di Needham.
È stato frequentemente ritenuto un gesuita irlandese, un mito che fu creato da Voltaire durante una faida per quanto riguarda la generazione spontanea in cui Voltaire era contro Needham e le sue teorie.
Nel 1747 divenne un fellow della Royal Society e fu uno dei primi sacerdoti cattolici a ottenere questo privilegio.
Gli esperimenti di Needham sulla generazione spontanea della vita sono citati dal filosofo illuminista Barone d'Holbach nel suo lavoro ateistico, il Système de la nature.
Non va infine dimenticato che , soprattutto seguito di alcuni esperimenti di Trembley con le idre, lo studioso inglese fu invitato nel 1748 da Buffon a collaborare con lui ad una serie di esperimenti tesi ad aumentare la comprensione del fenomeno della vita e soprattutto della sua comparsa. Sotto le lenti dei microscopi di Needham, i due esaminarono il liquido seminale di moltissimi organismi, compreso l'uomo, prendendo nota delle modalità riproduttive e cercando indizi utili per costruire una vasta teoria sull'origine della vita.
Nello stesso anno lo studioso inglese pubblico le sue osservazioni sulle Philosophical Transactions con delle conclusioni che lasceranno un segno nel mondo della filosofia naturale: secondo Needham la generazione spontanea che aveva avuto l'occasione di osservare non era soltanto il modo usato da alcuni organismi per riproduci, ma era in mezzo impiegato da tutti gli organismi per farlo, aggiungendovi una interpretazione religiosa scrivendo: "Questo seme universale è la prova dell'esistenza di un essere onnisciente, onnipotente benevolo, che aveva dato alla natura la sua forza originaria e ora precedeva su essa".
Ovviamente non tutti erano d'accordo e tra loro lo stesso Buffon, che nel 1749 pubblica la sua monumentale Histoire naturelle générale et particulier, 36 volumi arricchiti da splendide illustrazioni, tra cui una tavola in cui si vedevano Buffon e Needham al lavoro nel loro laboratorio. Con dei risvolti che rappresentavano una accettabile anticipazione della selezione naturale che avrebbe elaborato Charles Darwin, Buffon descrisse una teoria che per quell'epoca costituiva una proposta piuttosto valida. Utilizzò il termine "riproduzione", e non "generazione", come di solito si faceva per indicare l'atto di procreare, sia per indicare la rigenerazione, come quella delle idre, sia per descrivere il normale processo di procreazione. Mentre generazione implicava il fiorire di un seme modellato dalla mano di Dio, riproduzione suggeriva l'idea di duplicazione, pur in modo inesatto. Fu così che molti altri filosofi naturali incominciarono a pensare alla biologia in termini di continuità, ovvero di linee di discendenza.

## Opere

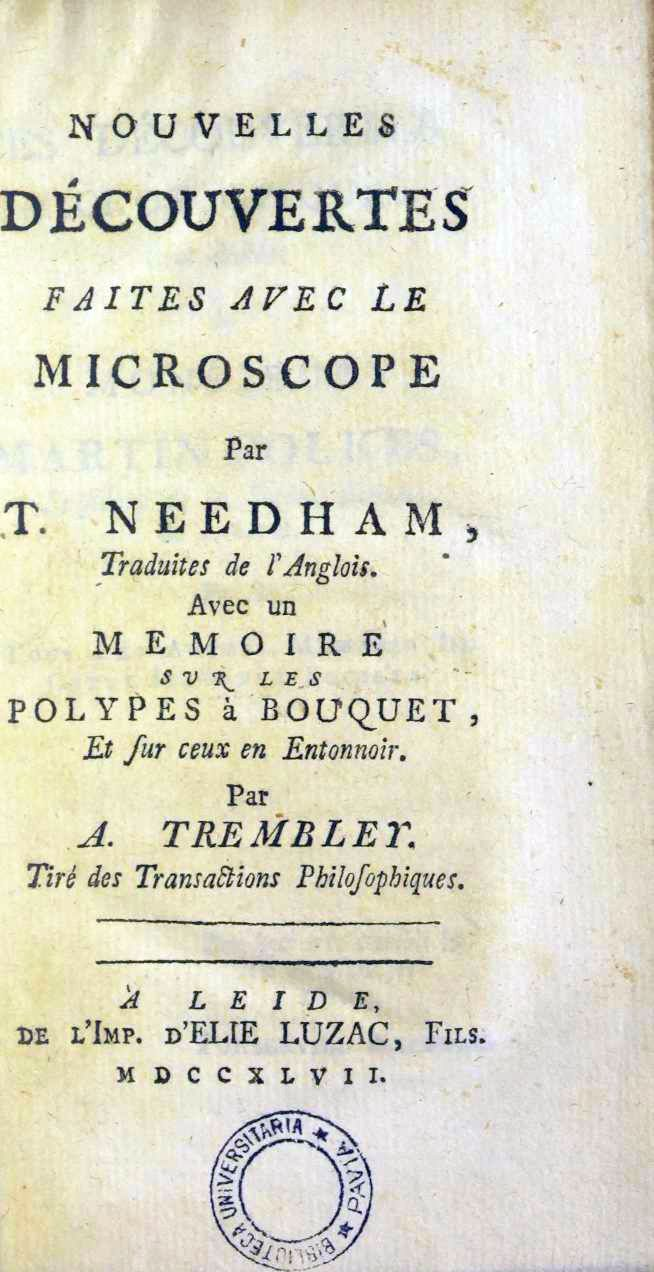
New microscopical discoveries, 1747

- (EN) New microscopical discoveries, London, F. Needham, 1745.
- (EN) Letter from Paris, London, Charles Davis, 1746.
- (FR) New microscopical discoveries, Leiden, Elie Luzac, 1747.
- (FR) Nouvelles recherches physiques et métaphysiques sur la nature et la religion, Paris, Jacques Lacombe, 1769.